# Fudbalski klub Proleter Zrenjanin
Il Fudbalski Klub Proleter Zrenjanin (ФK Пpoлeтep Зpeњaнин in cirillico) fu una squadra di calcio serba con sede a Zrenjanin, nella Vojvodina. Il successore del FK Proleter Zrenjanin è il FK Proleter 2006. Il significato del nome è "Proletario".

## Storia

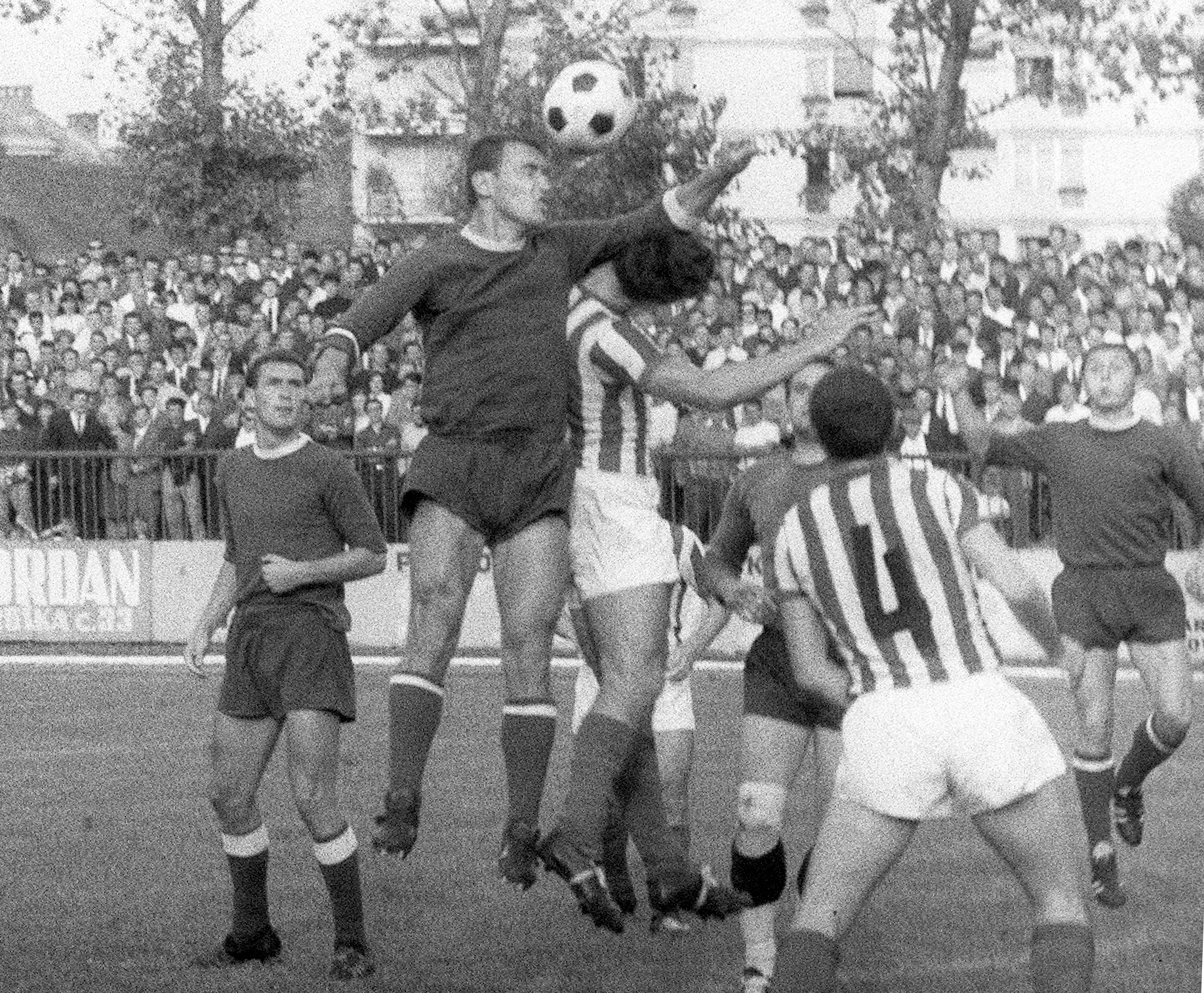
-Proleter Zrenjanin nel 1967

Il club viene fondato il 27 giugno 1947 dalla fusione delle principali squadre della città: AK Obilić (fondato nel 1919), RSK Borac (1921) e ŽSK (1922).
Il club ha sfiorato la promozione in Druga Liga finendo in testa al girone serbo di Terza Divisione. I protagonisti dell'epoca erano Hirman, Kirćanski e Herceg. Non riuscì a vincere gli spareggi-promozione, ma fu ammesso alla neonata Terza Divisione a girone unico. Nell'anno seguente riuscì a raggiungere i quarti di finale della coppa jugoslava perdendo contro la Dinamo Zagabria schierando la seguente formazione: Cikoš, Mosorinski, Ninkov, Vinčić, Prodanović, Davidović, Sokolovački, Kirćanski, Radojčić, Ajnberger e Petrov.
Sotto la direzione di Radivoje "Koče" Kolarov, l'obiettivo principale era lo sviluppo delle squadre giovanili. Molti calciatori del Proleter venivano selezionati per la rappresentativa regionale della Vojvodina. I "Goalden boys" di quel periodo erano Grubački, Rasić, Đuričin, Sokrić, Radlovački, Šporin, Mesaroš, Vlatković, Medan, Šubin e Mirkov. Milan Galić e Radoslav Bečejac sarebbero venuti dopo.
Negli anni quaranta e cinquanta la squadra fa man bassa delle coppe regionali: vince la Kup FC Zrenjanin nel 1947, 1948, 1949, 1950, 1952, 1953, 1954 e 1955 (nel 1951 ha vinto lo Železničar Zrenjanin) e la Kup Sreza Zrenjanin nel 1957, 1958, 1959 e 1960 (nel 1956 ancora Železničar Zrenjanin e nel 1961 il Radnički Zrenjanin).
Nel 1958 sfiora la promozione in Prva Liga: Martinović, Desnica, Đuričin, Vratnjan, Fratucan, Omeragić, Begović, Anić, Popov, Aćamović, Galić, Veselinov, Tamaši e Kerekeš non riuscirono a prevalere sul Sarajevo, la vittoria per 2-1 non fu sufficiente (sarebbero servite almeno due reti di scarto). Il club rimase in Druga Liga fino al 1967 quando finalmente venne la promozione nella massima divisione grazie all'apporto di Filep, Kerekeš, Čepski, Tamaši, Dimković, Rus, Kron, Zlatc, Milošev, Bečejac e Šutović.
Fra il 1968 ed il 1975 il club disputò 4 stagioni in Prva Liga. Dopo 15 anni di Druga Liga il Proleter vi fece ritorno nell'estate nel 1990 e nel 1991 raggiunse il 4º posto, il massimo nella storia del club.
La squadra fu fra i fondatori della nuova Prva Liga SRJ e vi rimase per tutto il decennio degli anni novanta. L'apparizione nell'Intertoto 1997 fu l'unica nelle coppe europee.
Gli anni 2000 vedono il declino del club e nel 2005, in Terza Divisione, abbandona il campionato in corso e si fonde con il Bud. Banatski Dvor a formare il Banat Zrenjanin in Prva Liga.
Dopo la chiusura del FK Proleter, i giocatori, guidati da Amir Teljigović e Dragan Jović, fondano un nuovo club che chiamano FK Proleter 2006 che si considera il successore del vecchio Proleter. All'inizio è una società di puro settore giovanile, nel 2012 viene creata la "prima squadra" che attualmente milita nella lega cittadina di Zrenjanin, sesto livello del calcio serbo.

## Cronologia
| Anno                | Liv. | Campionato                    | Sqr.     | Pos.     | Note                                    | Coppa            | Turno raggiunto |
| ------------------- | ---- | ----------------------------- | -------- | -------- | --------------------------------------- | ---------------- | --------------- |
| R.S.F. JUGOSLAVIA   |      |                               |          |          |                                         |                  |                 |
| 1947-48             | III  | Serbia - Gruppo Nord          | 12       | 5º       |                                         | Kup Maršala Tita | eliminatorie    |
| 1947-48             | III  | Serbia - Gruppo Nord          | 12       | 5º       | Kup Maršala Tita                        | eliminatorie     |                 |
| 1948-49             | III  | Serbia                        | 10       | 1º       | Perde gli spareggi-promozione           | Kup Maršala Tita | sedicesimi      |
| 1950                | III  | Treća Liga                    | 12       | 7º       | Vince gli spareggi-promozione. Promosso | Kup Maršala Tita | sedicesimi      |
| 1951                | II   | Druga Liga                    | 16       | 12º      |                                         | Kup Maršala Tita | quarti          |
| 1952-53             | II   | Druga Liga - Vojvođanska Liga | 12       | 3º       | Retrocede per la riforma del campionato | Kup Maršala Tita | sedicesimi      |
| 1953-54             | III  | Vojvođanska Liga              | 12       | 10º      |                                         | Kup Maršala Tita | sedicesimi      |
| 1954-55             | III  | Banatska Liga                 | 14       | 1º       | Vince gli spareggi-promozione. Promosso | Kup Maršala Tita | eliminatorie    |
| 1955-56             | II   | Druga Liga - Zona III         | 14       | 5º       |                                         | Kup Maršala Tita | sedicesimi      |
| 1956-57             | II   | Druga Liga - Zona III         | 14       | 2º       |                                         | Kup Maršala Tita | eliminatorie    |
| 1957-58             | II   | Druga Liga - Zona III         | 14       | 1º       | Perde gli spareggi-promozione           | Kup Maršala Tita | eliminatorie    |
| 1958-59             | II   | Druga Liga - Est              | 12       | 8º       |                                         | Kup Maršala Tita | eliminatorie    |
| 1959-60             | II   | Druga Liga - Est              | 12       | 11º      | Retrocede                               | Kup Maršala Tita | eliminatorie    |
| 1960-61             | III  | Vojvođanska Liga              | 12       | 3º       | Vince lo spareggio-promozione. Promosso | Kup Maršala Tita | eliminatorie    |
| 1961-62             | II   | Druga Liga - Est              | 12       | 6º       |                                         | Kup Maršala Tita | eliminatorie    |
| 1962-63             | II   | Druga Liga - Est              | 16       | 9º       |                                         | Kup Maršala Tita | sedicesimi      |
| 1963-64             | II   | Druga Liga - Est              | 16       | 11º      |                                         | Kup Maršala Tita | quarti          |
| 1964-65             | II   | Druga Liga - Est              | 16       | 2º       |                                         | Kup Maršala Tita | sedicesimi      |
| 1965-66             | II   | Druga Liga - Est              | 18       | 2º       |                                         | Kup Maršala Tita | eliminatorie    |
| 1966-67             | II   | Druga Liga - Est              | 18       | 1º       | Promosso                                | Kup Maršala Tita | quarti          |
| 1967-68             | I    | Prva Liga                     | 16       | 8º       |                                         | Kup Maršala Tita | quarti          |
| 1968-69             | I    | Prva Liga                     | 18       | 18º      | Retrocede                               | Kup Maršala Tita | sedicesimi      |
| 1969-70             | II   | Druga Liga - Nord             | 16       | 3º       |                                         | Kup Maršala Tita | quarti          |
| 1970-71             | II   | Druga Liga - Nord             | 16       | 1º       | Perde gli spareggi-promozione           | Kup Maršala Tita | eliminatorie    |
| 1971-72             | II   | Druga Liga - Nord             | 18       | 4º       |                                         | Kup Maršala Tita | ottavi          |
| 1972-73             | II   | Druga Liga - Nord             | 18       | 2º       | Vince gli spareggi-promozione. Promosso | Kup Maršala Tita | eliminatorie    |
| 1973-74             | I    | Prva Liga                     | 18       | 13º      |                                         | Kup Maršala Tita | sedicesimi      |
| 1974-75             | I    | Prva Liga                     | 18       | 18º      | Retrocede                               | Kup Maršala Tita | sedicesimi      |
| 1975-76             | II   | Druga Liga - Ovest            | 18       | 8º       |                                         | Kup Maršala Tita | sedicesimi      |
| 1976-77             | II   | Druga Liga - Ovest            | 18       | 12º      |                                         | Kup Maršala Tita | eliminatorie    |
| 1977-78             | II   | Druga Liga - Ovest            | 18       | 2º       |                                         | Kup Maršala Tita | eliminatorie    |
| 1978-79             | II   | Druga Liga - Ovest            | 16       | 5º       |                                         | Kup Maršala Tita | semifinali      |
| 1979-80             | II   | Druga Liga - Ovest            | 16       | 9º       |                                         | Kup Maršala Tita | eliminatorie    |
| 1980-81             | II   | Druga Liga - Ovest            | 16       | 4º       |                                         | Kup Maršala Tita | sedicesimi      |
| 1981-82             | II   | Druga Liga - Ovest            | 16       | 8º       |                                         | Kup Maršala Tita | sedicesimi      |
| 1982-83             | II   | Druga Liga - Ovest            | 18       | 7º       |                                         | Kup Maršala Tita | eliminatorie    |
| 1983-84             | II   | Druga Liga - Ovest            | 18       | 3º       |                                         | Kup Maršala Tita | sedicesimi      |
| 1984-85             | II   | Druga Liga - Ovest            | 18       | 4º       |                                         | Kup Maršala Tita | eliminatorie    |
| 1985-86             | II   | Druga Liga - Ovest            | 18       | 4º       |                                         | Kup Maršala Tita | eliminatorie    |
| 1986-87             | II   | Druga Liga - Ovest            | 18       | 7º       |                                         | Kup Maršala Tita | eliminatorie    |
| 1987-88             | II   | Druga Liga - Ovest            | 18       | 6º       |                                         | Kup Maršala Tita | sedicesimi      |
| 1988-89             | II   | Druga Liga                    | 20       | 3º       |                                         | Kup Maršala Tita | eliminatorie    |
| 1989-90             | II   | Druga Liga                    | 20       | 2º       | Promosso                                | Kup Maršala Tita | eliminatorie    |
| 1990-91             | I    | Prva Liga                     | 18       | 4º       |                                         | Kup Maršala Tita | quarti          |
| 1991-92             | I    | Prva Liga                     | 18       | 5º       |                                         | Kup Jugoslavije  | ottavi          |
| R.F. JUGOSLAVIA     |      |                               |          |          |                                         |                  |                 |
| 1992-93             | I    | Prva Liga SRJ                 | 19       | 9º       |                                         | Kup Jugoslavije  | sedicesimi      |
| 1993-94             | I    | Prva Liga SRJ - Gruppo A      | 10       | 5º       | fase autunno                            | Kup Jugoslavije  | quarti          |
| 1993-94             | I    | Prva Liga SRJ - Gruppo A      | 10       | 9º       | fase primavera                          | Kup Jugoslavije  | quarti          |
| 1994-95             | I    | Prva Liga SRJ - Gruppo B      | 10       | 7º       | fase autunno                            | Kup Jugoslavije  | semifinali      |
| 1994-95             | I    | Prva Liga SRJ - Gruppo B      | 10       | 3º       | fase primavera                          | Kup Jugoslavije  | semifinali      |
| 1995-96             | I    | Prva Liga SRJ - Gruppo A      | 10       | 6º       | fase autunno                            | Kup Jugoslavije  | ottavi          |
| 1995-96             | I    | Prva Liga SRJ - Gruppo A      | 10       | 8º       | fase primavera                          | Kup Jugoslavije  | ottavi          |
| 1996-97             | I    | Prva Liga SRJ                 | 12       | 5º       |                                         | Kup Jugoslavije  | quarti          |
| 1997-98             | I    | Prva Liga SRJ                 | 12       | 9º       |                                         | Kup Jugoslavije  | sedicesimi      |
| 1998-99             | I    | Prva Liga SRJ                 | 18       | 6º       |                                         | Kup Jugoslavije  | ottavi          |
| 1999-00             | I    | Prva Liga SRJ                 | 21       | 17º      | Retrocede                               | Kup Jugoslavije  | sedicesimi      |
| 2000-01             | II   | Druga Liga SRJ - Nord         | 18       | 2º       |                                         | Kup Jugoslavije  | sedicesimi      |
| 2001-02             | II   | Druga Liga SRJ - Nord         | 18       | 10º      | Retrocede                               | Kup Jugoslavije  | sedicesimi      |
| SERBIA e MONTENEGRO |      |                               |          |          |                                         |                  |                 |
| 2002-03             | III  | Srpska Liga - Vojvodina       | 18       | 1°       | Promosso                                | Kup Jugoslavije  | eliminatorie    |
| 2003-04             | II   | Druga Liga SRJ - Nord         | 10       | 5º       |                                         | Kup Jugoslavije  | eliminatorie    |
| 2004-05             | II   | Druga Liga SRJ - Nord         | 20       | 18º      | Perde gli spareggi. Retrocede           | Kup Jugoslavije  | eliminatorie    |
| 2005-06             | III  | Srpska Liga - Vojvodina       | Ritirato | Ritirato | Ritirato                                | Kup Jugoslavije  | eliminatorie    |

### In Europa
| Anno | Competizione | Data       | Nazionalità         | Avversario                | Risultato |
| ---- | ------------ | ---------- | ------------------- | ------------------------- | --------- |
| 1997 | Intertoto    | 21.06.1997 | Israele (bandiera)  | Maccabi Haifa             | 4 - 0     |
| 1997 | Intertoto    | 28.06.1997 | Russia (bandiera)   | Lokomotiv Nižnij Novgorod | 0 - 1     |
| 1997 | Intertoto    | 05.07.1997 | Riposo              | Riposo                    | Riposo    |
| 1997 | Intertoto    | 12.07.1997 | Slovenia (bandiera) | CMC Publikum Celje        | 0 - 0     |
| 1997 | Intertoto    | 19.07.1997 | Turchia (bandiera)  | Antalyaspor               | 0 - 1     |

## Strutture

### Stadio

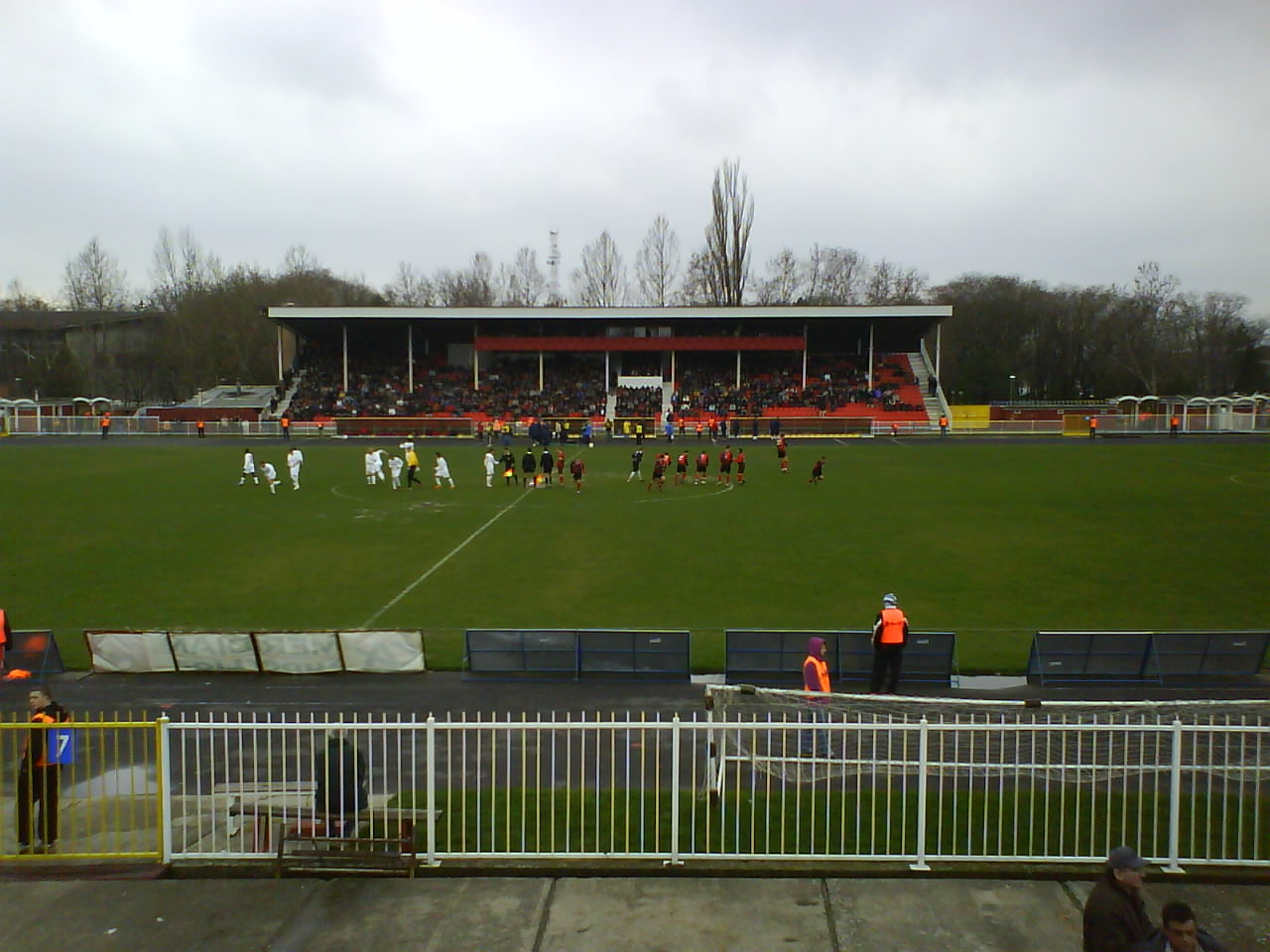
Karađorđev Park Stadium

I due Proleter disputavano e disputano le partite casalinghe nel polivalente Karađorđev Park Stadium (Стадион Карађорђев парк in cirillico). Lo stadio è omologato per 13.500 posti.
Anche il Banat Zrenjanin gioca qui.

## Palmarès

### Competizioni nazionali
- 2. Savezna liga: 2

1966-1967 (girone est), 1970-1971 (girone nord)
- Srpska Liga: 1

2002-2003 (girone Voivodina)

### Altri piazzamenti
- Kup Maršala Tita:

Semifinalista: 1978-1979
- 2. Savezna liga:

Secondo posto: 1964-1965 (girone est), 1965-1966 (girone est), 1972-1973 (girone nord), 1977-1978 (girone ovest), 1989-1990
Terzo posto: 1969-1970 (girone nord), 1983-1984 (girone ovest), 1988-1989
- Coppa di Serbia:

Semifinalista: 1994-1995
- Druga liga SR Jugoslavije:

Secondo posto: 2000-2001 (girone nord)

## Tifoseria
I tifosi del Proleter erano conosciuti come Indijanci Petrovgrad (Petrovgrad fu il nome di Zrenjanin dal 1935 al 1947).

## Giocatori di rilievo
Jugoslavia /  S.R. Jugoslavia/Serbia e Montentenegro /  Serbia
- Radoslav Bebić
- Radoslav Bečejac
- Nenad Bjeković
- Radivoje Drašković
- Slobodan Dubajić
- Milan Galić
- Dejan Govedarica
- Đuro Ivančević
- Vladimir Ivić
- Ilija Ivić
- Predrag Jovanović
- Dragiša Kosnić
- Darko Kovačević
- Predrag Luburić
- Kemal Omeragić
- Milenko Rus
- Žarko Soldo
- Milan Šarović
- Mirko Todorović
- Arsen Tošić
- Duško Tošić
- Sreten Vasić
- Milorad Zorić

Altre nazionalità
- Velibor Đurić
- Nenad Mišković
- Amir Teljigović
- Nikica Maglica
- Milan Stojanovski
- Marko Baša
- Vladimir Božović
- Aleksandar Rodič
- Zlatko Zahovič